# Mistrzostwa Świata w Strzelectwie 2006
Mistrzostwa Świata w Strzelectwie 2006 – odbyły się po raz 49. w historii, w dniach od 22 lipca do 5 sierpnia w Zagrzebiu. Najwięcej medali w całych zawodach zdobyła reprezentacja Chin.
Reprezentacja Polski wywalczyła pięć medali, w tym trzy złote, plasując się na 10. miejscu w klasyfikacji medalowej.

## Klasyfikacja medalowa
| Poz | Kraj                         | Gold | Silver | Bronze | Razem |
| --- | ---------------------------- | ---- | ------ | ------ | ----- |
| 1   | Chiny                        | 32   | 14     | 8      | 54    |
| 2   | Rosja                        | 24   | 19     | 16     | 59    |
| 3   | Stany Zjednoczone            | 6    | 2      | 6      | 14    |
| 4   | Niemcy                       | 5    | 7      | 6      | 18    |
| 5   | Francja                      | 4    | 5      | 5      | 14    |
| 6   | Czechy                       | 3    | 6      | 5      | 14    |
| 7   | Norwegia                     | 3    | 4      | 4      | 11    |
| 8   | Wielka Brytania              | 3    | 2      | 0      | 5     |
| 9   | Indie                        | 3    | 1      | 2      | 6     |
| 10  | Polska                       | 3    | 1      | 1      | 5     |
| 11  | Włochy                       | 2    | 8      | 5      | 15    |
| 12  | Korea Południowa             | 2    | 6      | 4      | 12    |
| 13  | Ukraina                      | 2    | 4      | 6      | 12    |
| 14  | Korea Północna               | 2    | 4      | 4      | 10    |
| 15  | Białoruś                     | 2    | 3      | 1      | 6     |
| 16  | Serbia i Czarnogóra          | 2    | 1      | 2      | 5     |
| 17  | Austria                      | 1    | 3      | 3      | 7     |
| 18  | Węgry                        | 1    | 2      | 3      | 6     |
| 19  | Kazachstan                   | 1    | 1      | 2      | 4     |
| 20  | Dania                        | 1    | 0      | 3      | 4     |
| 21  | Kanada                       | 1    | 0      | 0      | 1     |
| 21  | Estonia                      | 1    | 0      | 0      | 1     |
| 21  | Kuwejt                       | 1    | 0      | 0      | 1     |
| 24  | Szwecja                      | 0    | 3      | 4      | 7     |
| 25  | Bułgaria                     | 0    | 2      | 0      | 2     |
| 26  | Słowacja                     | 0    | 1      | 3      | 4     |
| 26  | Tajlandia                    | 0    | 1      | 3      | 4     |
| 28  | Izrael                       | 0    | 1      | 1      | 2     |
| 28  | Szwajcaria                   | 0    | 1      | 1      | 2     |
| 30  | Chorwacja                    | 0    | 1      | 0      | 1     |
| 30  | Rumunia                      | 0    | 1      | 0      | 1     |
| 30  | Hiszpania                    | 0    | 1      | 0      | 1     |
| 33  | Australia                    | 0    | 0      | 2      | 2     |
| 34  | Finlandia                    | 0    | 0      | 1      | 1     |
| 34  | Japonia                      | 0    | 0      | 1      | 1     |
| 34  | Mongolia                     | 0    | 0      | 1      | 1     |
| 34  | Słowenia                     | 0    | 0      | 1      | 1     |
| 34  | Zjednoczone Emiraty Arabskie | 0    | 0      | 1      | 1     |

## Konkurencje karabinowe

### Mężczyźni
| Poz                         | Indywidualnie          | Indywidualnie       | Indywidualnie | Drużynowo         | Drużynowo | Juniorzy                 | Juniorzy        | Juniorzy | Juniorzy drużynowo | Juniorzy drużynowo | Juniorzy drużynowo |
| --------------------------- | ---------------------- | ------------------- | ------------- | ----------------- | --------- | ------------------------ | --------------- | -------- | ------------------ | ------------------ | ------------------ |
| 300 m - trzy postawy        |                        |                     |               |                   |           |                          |                 |          |                    |                    |                    |
| Gold                        | Espen Berg-Knutsen     | Norwegia            | 1181          | Norwegia          | 3517      |                          |                 |          |                    |                    |                    |
| Silver                      | Vebjørn Berg           | Norwegia            | 1178          | Austria           | 3514      |                          |                 |          |                    |                    |                    |
| Bronze                      | Mario Knögler          | Austria             | 1178          | Szwecja           | 3503      |                          |                 |          |                    |                    |                    |
| 300 m - leżąc               |                        |                     |               |                   |           |                          |                 |          |                    |                    |                    |
| Gold                        | Luboš Opelka           | Czechy              | 599           | Norwegia          | 1792      |                          |                 |          |                    |                    |                    |
| Silver                      | Péter Sidi             | Węgry               | 599           | Szwecja           | 1790      |                          |                 |          |                    |                    |                    |
| Bronze                      | Rajmond Debevec        | Słowenia            | 598           | Australia         | 1787      |                          |                 |          |                    |                    |                    |
| 300 m - standard            |                        |                     |               |                   |           |                          |                 |          |                    |                    |                    |
| Gold                        | Thomas Farnik          | Austria             | 586           | Białoruś          | 1749      |                          |                 |          |                    |                    |                    |
| Silver                      | Per Sandberg           | Szwecja             | 584           | Norwegia          | 1747      |                          |                 |          |                    |                    |                    |
| Bronze                      | Vebjørn Berg           | Norwegia            | 584           | Stany Zjednoczone | 1741      |                          |                 |          |                    |                    |                    |
| 50 m - trzy postawy         |                        |                     |               |                   |           |                          |                 |          |                    |                    |                    |
| Gold                        | Artiom Chadżibekow     | Rosja               | 1273,5        | Rosja             | 3498      | Cao Yifei                | Chiny           | 1158     | Chiny              | 3451               |                    |
| Silver                      | Stevan Pletikosić      | Serbia i Czarnogóra | 1269,1        | Austria           | 3482      | Václav Haman             | Czechy          | 1156     | Niemcy             | 3435               |                    |
| Bronze                      | Zhang Lei              | Chiny               | 1268,4        | Stany Zjednoczone | 3482      | Daniel Brodmeier         | Niemcy          | 1155     | Stany Zjednoczone  | 3431               |                    |
| 50 m - leżąc                |                        |                     |               |                   |           |                          |                 |          |                    |                    |                    |
| Gold                        | Siarhiej Martynow      | Białoruś            | 702,1         | Stany Zjednoczone | 1786      | Matthew Thomson          | Wielka Brytania | 593      | Wielka Brytania    | 1764               |                    |
| Silver                      | Jurij Suchorukow       | Ukraina             | 700,9         | Austria           | 1779      | Daniel Brodmeier         | Niemcy          | 592      | Stany Zjednoczone  | 1759               |                    |
| Bronze                      | Marco De Nicolo        | Włochy              | 700,6         | Węgry             | 1779      | Stefan Raser             | Austria         | 592      | Niemcy             | 1759               |                    |
| 10 m - karabin pneumatyczny |                        |                     |               |                   |           |                          |                 |          |                    |                    |                    |
| Gold                        | Abhinav Bindra         | Indie               | 699,1         | Chiny             | 1783      | Navanath Bhanud Faratade | Indie           | 596      | Chiny              | 1769               |                    |
| Silver                      | Alin George Moldoveanu | Rumunia             | 698,3         | Rosja             | 1783      | Petar Gorša              | Chorwacja       | 595      | Włochy             | 1767               |                    |
| Bronze                      | Zhu Qinan              | Chiny               | 697,9         | Austria           | 1782      | Cao Yifei                | Chiny           | 593      | Korea Południowa   | 1766               |                    |

### Kobiety
| Poz                         | Indywidualnie       | Indywidualnie | Indywidualnie | Drużynowo         | Drużynowo | Juniorzy                    | Juniorzy         | Juniorzy | Juniorzy drużynowo  | Juniorzy drużynowo | Juniorzy drużynowo |
| --------------------------- | ------------------- | ------------- | ------------- | ----------------- | --------- | --------------------------- | ---------------- | -------- | ------------------- | ------------------ | ------------------ |
| 300 m - trzy postawy        |                     |               |               |                   |           |                             |                  |          |                     |                    |                    |
| Gold                        | Charlotte Jakobsen  | Dania         | 588           | Francja           | 1723      |                             |                  |          |                     |                    |                    |
| Silver                      | Taciana Kasiancowa  | Białoruś      | 580           | Szwajcaria        | 1717      |                             |                  |          |                     |                    |                    |
| Bronze                      | Isabelle Grigorian  | Francja       | 578           | Dania             | 1713      |                             |                  |          |                     |                    |                    |
| 300 m - leżąc               |                     |               |               |                   |           |                             |                  |          |                     |                    |                    |
| Gold                        | Solveig Bibard      | Francja       | 595           | Stany Zjednoczone | 1776      |                             |                  |          |                     |                    |                    |
| Silver                      | Marina Giannini     | Włochy        | 594           | Francja           | 1773      |                             |                  |          |                     |                    |                    |
| Bronze                      | Charlotte Jakobsen  | Dania         | 593           | Dania             | 1757      |                             |                  |          |                     |                    |                    |
| 50 m - trzy postawy         |                     |               |               |                   |           |                             |                  |          |                     |                    |                    |
| Gold                        | Lubow Gałkina       | Rosja         | 684,3         | Rosja             | 1739      | Zhang Yi                    | Chiny            | 582      | Chiny               | 1729               |                    |
| Silver                      | Sylwia Bogacka      | Polska        | 683,8         | Niemcy            | 1738      | Kristina Vestveit           | Norwegia         | 582      | Niemcy              | 1725               |                    |
| Bronze                      | Sonja Pfeilschifter | Niemcy        | 683,4         | Chiny             | 1734      | Ratchadaporn Plangsangthong | Tajlandia        | 580      | Serbia i Czarnogóra | 1714               |                    |
| 50 m - leżąc                |                     |               |               |                   |           |                             |                  |          |                     |                    |                    |
| Gold                        | Olga Dovwun         | Kazachstan    | 597           | Niemcy            | 1766      | Walentina Protasowa         | Rosja            | 592      | Rosja               | 1764               |                    |
| Silver                      | Hanne Skarpodde     | Norwegia      | 596           | Kazachstan        | 1761      | Daria Wdowina               | Rosja            | 589      | Izrael              | 1752               |                    |
| Bronze                      | Warwała Kowalenko   | Kazachstan    | 594           | Ukraina           | 1761      | Danielle Roth               | Izrael           | 589      | Norwegia            | 1750               |                    |
| 10 m - karabin pneumatyczny |                     |               |               |                   |           |                             |                  |          |                     |                    |                    |
| Gold                        | Du Li               | Chiny         | 502,1         | Niemcy            | 1192      | Zhang Yi                    | Chiny            | 399      | Chiny               | 1183               |                    |
| Silver                      | Kateřina Kůrková    | Czechy        | 501,8         | Chiny             | 1190      | Lee Se-na                   | Korea Południowa | 397      | Korea Południowa    | 1179               |                    |
| Bronze                      | Olga Dowgun         | Kazachstan    | 500,9         | Rosja             | 1187      | Yuriko Kaizuka              | Japonia          | 396      | Niemcy              | 1178               |                    |

## Konkurencje pistoletowe

### Mężczyźni
| Poz                                | Indywidualnie                      | Indywidualnie                      | Indywidualnie                      | Drużynowo                          | Drużynowo                          | Juniorzy                | Juniorzy                | Juniorzy                | Juniorzy drużynowo      | Juniorzy drużynowo      | Juniorzy drużynowo      |
| ---------------------------------- | ---------------------------------- | ---------------------------------- | ---------------------------------- | ---------------------------------- | ---------------------------------- | ----------------------- | ----------------------- | ----------------------- | ----------------------- | ----------------------- | ----------------------- |
| 50 m - pistolet dowolny            |                                    |                                    |                                    |                                    |                                    |                         |                         |                         |                         |                         |                         |
| Gold                               | Tan Zongliang                      | Chiny                              | 667,1                              | Chiny                              | 1685                               | Pu Qifeng               | Chiny                   | 560                     | Chiny                   | 1641                    |                         |
| Silver                             | Vigilio Fait                       | Włochy                             | 662,8                              | Rosja                              | 1668                               | Wencisław Sawow         | Bułgaria                | 554                     | Korea Południowa        | 1630                    |                         |
| Bronze                             | Władimir Isakow                    | Rosja                              | 662,7                              | Włochy                             | 1667                               | Lee Dae-myung           | Korea Południowa        | 552                     | Niemcy                  | 1629                    |                         |
| 25m - pistolet szybkostrzelny      |                                    |                                    |                                    |                                    |                                    |                         |                         |                         |                         |                         |                         |
| Gold                               | Zhang Penghui                      | Chiny                              | 786,6                              | Chiny                              | 1743                               | Christian Reitz         | Niemcy                  | 575                     | Rosja                   | 1711                    |                         |
| Silver                             | Liu Zhongsheng                     | Chiny                              | 781,7                              | Rosja                              | 1736                               | Philipp Wagenitz        | Niemcy                  | 575                     | Niemcy                  | 1708                    |                         |
| Bronze                             | Siergiej Alifirienko               | Rosja                              | 778,9                              | Włochy                             | 1721                               | Dmitrij Brajko          | Rosja                   | 573                     | Francja                 | 1676                    |                         |
| 25m - pistolet centralnego zapłonu | 25m - pistolet centralnego zapłonu | 25m - pistolet centralnego zapłonu | 25m - pistolet centralnego zapłonu | 25m - pistolet centralnego zapłonu | 25m - pistolet centralnego zapłonu | 25m - pistolet sportowy | 25m - pistolet sportowy | 25m - pistolet sportowy | 25m - pistolet sportowy | 25m - pistolet sportowy | 25m - pistolet sportowy |
| Gold                               | Liu Yadong                         | Chiny                              | 587                                | Rosja                              | 1746                               | Leonid Jekimow          | Rosja                   | 580                     | Rosja                   | 1721                    |                         |
| Silver                             | Michaił Niestrujew                 | Rosja                              | 585                                | Korea Południowa                   | 1741                               | Thibaut Sauvage         | Francja                 | 580                     | Francja                 | 1715                    |                         |
| Bronze                             | Michael Hofmann                    | Szwajcaria                         | 585                                | North Korea                        | 1740                               | Iwan Stukaczew          | Rosja                   | 576                     | Korea Południowa        | 1694                    |                         |
| 25m - pistolet standardowy         |                                    |                                    |                                    |                                    |                                    |                         |                         |                         |                         |                         |                         |
| Gold                               | Liu Guohoi                         | Chiny                              | 577                                | Chiny                              | 1715                               | Park Kyu-sang           | Korea Południowa        | 559                     | Rosja                   | 1651                    |                         |
| Silver                             | Kim Jong-su                        | Korea Północna                     | 575                                | Rosja                              | 1711                               | Leonid Jekimow          | Rosja                   | 558                     | Francja                 | 1645                    |                         |
| Bronze                             | Jakkrit Panichpatikum              | Tajlandia                          | 575                                | Ukraina                            | 1706                               | Thibaut Sauvage         | Francja                 | 557                     | Tajlandia               | 1588                    |                         |
| 10 m - pistolet pneumatyczny       |                                    |                                    |                                    |                                    |                                    |                         |                         |                         |                         |                         |                         |
| Gold                               | Pang Wei                           | Chiny                              | 683,8                              | Chiny                              | 1747                               | Pu Qifeng               | Chiny                   | 580                     | Chiny                   | 1726                    |                         |
| Silver                             | Jakkrit Panichpatikum              | Tajlandia                          | 683,0                              | Rosja                              | 1745                               | Lee Dae-myung           | Korea Południowa        | 578                     | Rosja                   | 1717                    |                         |
| Bronze                             | Władimir Gonczarow                 | Rosja                              | 681,1                              | Francja                            | 1733                               | Mai Jiajie              | Chiny                   | 578                     | Indie                   | 1716                    |                         |

### Kobiety
| Poz                          | Indywidualnie      | Indywidualnie | Indywidualnie | Drużynowo | Drużynowo | Juniorzy        | Juniorzy            | Juniorzy | Juniorzy drużynowo  | Juniorzy drużynowo | Juniorzy drużynowo |
| ---------------------------- | ------------------ | ------------- | ------------- | --------- | --------- | --------------- | ------------------- | -------- | ------------------- | ------------------ | ------------------ |
| 25m - pistolet sportowy      |                    |               |               |           |           |                 |                     |          |                     |                    |                    |
| Gold                         | Chen Ying          | Chiny         | 792,8         | Chiny     | 1740      | Zorana Arunović | Serbia i Czarnogóra | 577      | Chiny               | 1715               |                    |
| Silver                       | Fei Fengji         | Chiny         | 790,4         | Białoruś  | 1735      | Yu Lu           | Chiny               | 576      | Bułgaria            | 1710               |                    |
| Bronze                       | Otrjadyn Gündegmaa | Mongolia      | 785,2         | Niemcy    | 1730      | Alona Susłonowa | Rosja               | 575      | Rosja               | 1708               |                    |
| 10 m - pistolet pneumatyczny |                    |               |               |           |           |                 |                     |          |                     |                    |                    |
| Gold                         | Natalia Padierina  | Rosja         | 486,9         | Chiny     | 1154      | Brankica Zarić  | Serbia i Czarnogóra | 384      | Chiny               | 1139               |                    |
| Silver                       | Hu Jun             | Chiny         | 485,2         | Białoruś  | 1140      | Liu Weiwei      | Chiny               | 384      | Korea Południowa    | 1132               |                    |
| Bronze                       | Wiktorija Czajka   | Białoruś      | 485,1         | Chiny     | 1138      | Harveen Srao    | Indie               | 382      | Serbia i Czarnogóra | 1130               |                    |

## Strzelanie do rzutków

### Mężczyźni
| Poz           | Indywidualnie         | Indywidualnie     | Indywidualnie | Drużynowo         | Drużynowo | Juniorzy           | Juniorzy                     | Juniorzy | Juniorzy drużynowo | Juniorzy drużynowo | Juniorzy drużynowo |
| ------------- | --------------------- | ----------------- | ------------- | ----------------- | --------- | ------------------ | ---------------------------- | -------- | ------------------ | ------------------ | ------------------ |
| Trap          |                       |                   |               |                   |           |                    |                              |          |                    |                    |                    |
| Gold          | Manavjit Singh Sandhu | Indie             | 143           | Rosja             | 362       | Abdulrahm Alfaihan | Kuwejt                       | 117      | Włochy             | 344                |                    |
| Silver        | Erminio Frasca        | Włochy            | 142           | Indie             | 360       | Carl Exton         | Wielka Brytania              | 117      | Hiszpania          | 341                |                    |
| Bronze        | Bret Erickson         | Stany Zjednoczone | 142           | Stany Zjednoczone | 359       | Daniele Resca      | Włochy                       | 116      | Słowacja           | 339                |                    |
| Podwójny trap |                       |                   |               |                   |           |                    |                              |          |                    |                    |                    |
| Gold          | Witalij Fokiejew      | Rosja             | 190           | Stany Zjednoczone | 414       | Michaił Lejbo      | Rosja                        | 131      | Rosja              | 384                |                    |
| Silver        | Hu Binyuan            | Chiny             | 189           | Chiny             | 414       | Simone Camerini    | Włochy                       | 129      | Włochy             | 382                |                    |
| Bronze        | Roland Gerebics       | Węgry             | 187           | Rosja             | 403       | Ahmad Dhadi        | Zjednoczone Emiraty Arabskie | 129      | Stany Zjednoczone  | 365                |                    |
| Skeet         |                       |                   |               |                   |           |                    |                              |          |                    |                    |                    |
| Gold          | Andrei Inešin         | Estonia           | 148           | Włochy            | 365       | Lawrence Collier   | Wielka Brytania              | 121      | Stany Zjednoczone  | 348                |                    |
| Silver        | Walerij Szomin        | Rosja             | 147           | Czechy            | 361       | Wesley Wise        | Stany Zjednoczone            | 120      | Włochy             | 346                |                    |
| Bronze        | Tore Brovold          | Norwegia          | 147           | Norwegia          | 360       | Jesse Louhelainen  | Finlandia                    | 119      | Francja            | 344                |                    |

### Kobiety
| Poz           | Indywidualnie       | Indywidualnie    | Indywidualnie | Drużynowo         | Drużynowo | Juniorzy          | Juniorzy          | Juniorzy | Juniorzy drużynowo | Juniorzy drużynowo | Juniorzy drużynowo |
| ------------- | ------------------- | ---------------- | ------------- | ----------------- | --------- | ----------------- | ----------------- | -------- | ------------------ | ------------------ | ------------------ |
| Trap          |                     |                  |               |                   |           |                   |                   |          |                    |                    |                    |
| Gold          | Susan Nattrass      | Kanada           | 90            | Chiny             | 201       | Qin Wen           | Chiny             | 68       |                    |                    |                    |
| Silver        | Chen Li             | Chiny            | 89            | Wielka Brytania   | 201       | Marina Sauzet     | Francja           | 67       |                    |                    |                    |
| Bronze        | Chae Hye-gyong      | Korea Północna   | 88            | Rosja             | 196       | Emma Eagles       | Australia         | 64       |                    |                    |                    |
| Podwójny trap |                     |                  |               |                   |           |                   |                   |          |                    |                    |                    |
| Gold          | Son Hye-kyoung      | Korea Południowa | 106           |                   |           |                   |                   |          |                    |                    |                    |
| Silver        | Li Yuxiang          | Chiny            | 104           |                   |           |                   |                   |          |                    |                    |                    |
| Bronze        | Lee Bo-na           | Korea Południowa | 103           |                   |           |                   |                   |          |                    |                    |                    |
| Skeet         |                     |                  |               |                   |           |                   |                   |          |                    |                    |                    |
| Gold          | Jerdżanik Awetisjan | Rosja            | 95            | Stany Zjednoczone | 211       | Emily Blount      | Stany Zjednoczone | 71       |                    |                    |                    |
| Silver        | Chiara Cainero      | Włochy           | 94            | Rosja             | 209       | Albina Szakirowa  | Rosja             | 68       |                    |                    |                    |
| Bronze        | Danka Barteková     | Słowacja         | 94            | Włochy            | 209       | Angelina Miszczuk | Rosja             | 67       |                    |                    |                    |

## Ruchoma tarcza

### Mężczyźni
| Poz      | Indywidualnie    | Indywidualnie | Indywidualnie | Drużynowo | Drużynowo | Juniorzy        | Juniorzy       | Juniorzy | Juniorzy drużynowo | Juniorzy drużynowo | Juniorzy drużynowo |
| -------- | ---------------- | ------------- | ------------- | --------- | --------- | --------------- | -------------- | -------- | ------------------ | ------------------ | ------------------ |
| 50 m     |                  |               |               |           |           |                 |                |          |                    |                    |                    |
| Gold     | Łukasz Czapla    | Polska        | 593           | Czechy    | 1753      | Tomáš Caknakis  | Czechy         | 590      | Rosja              | 1744               |                    |
| Silver   | Miroslav Januš   | Czechy        | 592           | Szwecja   | 1742      | Dmitrij Romanow | Rosja          | 588      | Korea Północna     | 1740               |                    |
| Bronze   | Peter Pelach     | Słowacja      | 587           | Rosja     | 1739      | Norbert Kocsis  | Węgry          | 587      | Czechy             | 1717               |                    |
| 50 m mix |                  |               |               |           |           |                 |                |          |                    |                    |                    |
| Gold     | Łukasz Czapla    | Polska        | 395           | Ukraina   | 1165      | Jo Yong-chol    | Korea Północna | 392      | Korea Północna     | 1156               |                    |
| Silver   | Peter Pelach     | Słowacja      | 393           | Rosja     | 1165      | Tomáš Caknakis  | Czechy         | 390      | Rosja              | 1151               |                    |
| Bronze   | Bedřich Jonáš    | Czechy        | 391           | Szwecja   | 1164      | Dmitrij Romanow | Rosja          | 388      | Polska             | 1150               |                    |
| 10 m     |                  |               |               |           |           |                 |                |          |                    |                    |                    |
| Gold     | Niu Zhiyuan      | Chiny         | 584           | Rosja     | 1722      | Dmitrij Romanow | Rosja          | 573      | Rosja              | 1686               |                    |
| Silver   | Aleksandr Blinow | Rosja         | 581           | Chiny     | 1716      | Pak Myong-won   | Korea Północna | 572      | Czechy             | 1683               |                    |
| Bronze   | Miroslav Januš   | Czechy        | 581           | Szwecja   | 1715      | Tomáš Caknakis  | Czechy         | 569      | Korea Północna     | 1681               |                    |
| 10 m mix |                  |               |               |           |           |                 |                |          |                    |                    |                    |
| Gold     | Łukasz Czapla    | Polska        | 391           | Chiny     | 1158      | Dmitrij Romanow | Rosja          | 386      | Rosja              | 1134               |                    |
| Silver   | Gan Lin          | Chiny         | 387           | Ukraina   | 1142      | Roman Marczenko | Rosja          | 383      | Korea Północna     | 1114               |                    |
| Bronze   | Niu Zhiyuan      | Chiny         | 387           | Szwecja   | 1136      | Pak Myong-won   | Korea Północna | 381      | Czechy             | 1111               |                    |

### Kobiety
| Poz      | Indywidualnie       | Indywidualnie | Indywidualnie | Drużynowo | Drużynowo | Juniorzy           | Juniorzy | Juniorzy | Juniorzy drużynowo | Juniorzy drużynowo | Juniorzy drużynowo |
| -------- | ------------------- | ------------- | ------------- | --------- | --------- | ------------------ | -------- | -------- | ------------------ | ------------------ | ------------------ |
| 10 m     |                     |               |               |           |           |                    |          |          |                    |                    |                    |
| Gold     | Audrey Corenflos    | Francja       | 385           | Chiny     | 1135      | Anne Weigel        | Niemcy   | 382      | Niemcy             | 1116               |                    |
| Silver   | Sun Aiwen           | Chiny         | 382           | Ukraina   | 1115      | Bianka Keczeli     | Węgry    | 376      | Rosja              | 1096               |                    |
| Bronze   | Wiktorija Zabołotna | Ukraina       | 380           | Rosja     | 1108      | Tetiana Jewsejenko | Ukraina  | 371      | Ukraina            | 1060               |                    |
| 10 m mix |                     |               |               |           |           |                    |          |          |                    |                    |                    |
| Gold     | Audrey Corenflos    | Francja       | 385           | Ukraina   | 1131      | Bianka Keczeli     | Węgry    | 371      | Rosja              | 1105               |                    |
| Silver   | Hałyna Awramenko    | Ukraina       | 383           | Chiny     | 1126      | Oksana Danilenko   | Rosja    | 370      | Niemcy             | 1074               |                    |
| Bronze   | Sun Aiwen           | Chiny         | 381           | Rosja     | 1121      | Olga Stiepanowa    | Rosja    | 370      | Ukraina            | 1071               |                    |